# Grapplers
Las Grapplers —Luchadoras en España— son una organización ficticia que aparece en los cómics estadounidenses publicados por Marvel Comics. Es un grupo vagamente organizado de mujeres luchadoras, la mayoría de las cuales ganó fuerza sobrehumana a través del grupo conocido como Mediador de Poder, Inc. La primera aparición del grupo fue en Marvel Two-in-One # 54, creado por Mark Gruenwald, Ralph Macchio y John Byrne. Los miembros del grupo se amplió más tarde en Thing #33 escrito por Mark Gruenwald.
La alineación original estaba formada por las criminales Titania, Letha, Poundcakes (Maciza) y Screaming Mimi, organizadas por Tía Helada (Aunt Freeze). Las Grapplers originales se parecen mucho a los miembros del grupo de DC Comics, Furias Femeninas. Screaming Mimi se convertiría más tarde en una superheroína con el nombre de "Songbird (Pájaro Contor)", mientras que Titania fue rebautizada más tarde como "Lascivious" (Lascivia).

## Historial de publicaciones
Las Grapplers aparecieron por primera vez en Marvel Two-in-One # 54-56 (agosto-octubre de 1979), y fueron creados por los escritores Mark Gruenwald, Ralph Macchio y el artista John Byrne. Joe Sinnott fue el entintador de su primera aparición, John Costanza fue el rotulador y Bob Share fue el colorista. Las Grapplers fueron traídos de regreso como parte de la historia de Federación de Lucha de Clase Ilimitada en la serie de cómics Thing, con nuevos miembros presentados en The Thing # 33, con nuevos miembros del equipo creados por el escritor Mike Carlin y el artista Ron Wilson.
Tía Freeze, Butterball, Capiole, Cowgirl, Magilla, Sushi y Vavavoom no han aparecido en el Universo Marvel desde Thing # 33, excepto en forma de flashback.
Las Grapplers recibieron una entrada en el apéndice del primer volumen del Manual Oficial del Universo Marvel, y una entrada de equipo completo en el volumen dos, incluyendo Titania, Poundcakes, Screaming Mimi, Letha, Tía Freeze, Battleaxe, Sushi, Butterball, Vavavoom, Magilla, Cowgirl y Gladiatrix. El equipo también tuvo una entrada en el número 5 del Manual del Jugador del Universo Marvel que cubre a los cinco miembros originales, así como Battleaxe. El equipo también fue cubierto en Marvel Encyclopedia Vol 1 '"Fantastic Four".
El equipo nunca ha aparecido en su propio cómic, ni como grupo ni como individuos.

## Historia ficticia
Titania, Letha, Poundcakes (Maciza) y Screaming Mimi, las cuatro Grapplers originales, fueron reclutadas por la Compañía Petrolera Roxxon para invadir el Proyecto Pegaso, junto con la guerrera Thundra. Se les dio trajes diseñados y armamento especializado para aumentar su formidable destreza en el combate físico. Sin embargo, Quasar y Hombre Gigante derrotaron al cuarteto y los entregaron a las autoridades.
Más tarde, el grupo atacó a Dazzler mientras todos estaban encarcelados en la Isla Ryker en un intento de vengarse después de la aparente muerte de Klaw a manos de ella. Después de ser golpeada hasta casi morir, Dazzler pudo derrotar a los Grapplers con una ráfaga ligera.
Las Grapplers luego escaparon de la prisión y planearon atacar a Thing con varios otros supervillanos, aunque Los Vengadores, los X-Men, Los 4 Fantásticos y varios otros superhéroes frustraron sus planes. Posteriormente, las Grapplers decidieron detener sus actividades ilegales y convertirse en luchadores legítimos. Pronto se diversificaron y varios miembros nuevos se unieron a sus filas. Poco después, Titania fue asesinada por Azote del Inframundo. Al investigar su muerte, Letha también pronto se encontró con su desaparición a manos del Azote. Screaming Mimi se unió más tarde a los Thunderbolts, mientras que Poundcakes se convirtió en una mercenaria independiente.
Letha y Titania fueron resucitadas años más tarde por Capucha, junto con varias otras víctimas del Azote. Capucha también le dio a la pareja nuevos poderes: Letha con la capacidad de inspirar ira irracional telepáticamente y Titania con la capacidad de inspirar lujuria irracional. Titania tomó el nombre en clave Lascivious para representar mejor su nuevo conjunto de poderes.
Las Grapplers luego resurgieron, compuestos por Letha, Lascivious, Poundcakes y una nueva Screaming Mimi. Juntas, lucharon contra su antigua compañera de equipo Songbird, pero fueron derrotadas y arrestadas con la excepción de la nueva Screaming Mimi, que era una adolescente fugitiva obligada a trabajar con ellas.
Las Grapplers escaparon del encarcelamiento, y en apariciones posteriores a menudo aparecían individualmente o en parejas. Poundcakes fue visto saliendo de la Balsa junto a Moonstone y varias otras mujeres criminales. Letha y Lascivious fueron reclutados por los Maestros del Mal y pasaron un tiempo en Bagalia. Letha y Poundcakes fueron vistos más tarde con la segunda Titania, Mary MacPherran en un bar.
Las construcciones artificiales de los miembros de Grapplers Poundcakes, Battleaxe y Gladiatrix fueron utilizadas por Yon-Rogg para luchar contra el Capitán Marvel, aunque fueron rápidamente derrotados. De manera similar, Arcade usó construcciones de las Grapplers originales para luchar contra Dazzler.
Como parte de All-New, All-Different Marvel, Letha y Poundcakes aparecieron como extorsionistas contratadas. Ellas lucharon contra Nadia Pym, la nueva Avispa, junto con sus aliadas. La derrota de las Grapplers las llevó a su encarcelamiento, aunque Nadia y Janet Van Dyne luego las contrataron como guardaespaldas para su nueva iniciativa "GIRL" (Genius In Action Research Labs).

## Miembros
Las Grapplers originales (Titania, Letha, Screaming Mimi y Poundcakes) y la líder posteriormente retomada Tía Freeze, tienen un parecido superficial con las Furias Femeninas de los Nuevos Dioses de Jack Kirby (visto por primera vez en 1972), además de reflejar sus superpoderes.

### Titania / Lascivious (Lascivia)
Titania (Davida DeVito) era el líder de campo de las Grapplers originales. Manejaba una barra de energía que le permitía lanzar ráfagas de largo alcance. Cuando las Grapplers fueron encarceladas, Titania se convirtió en la líder del ala de mujeres. Si bien era astuta, también era una perdedora muy dolorida, y las otras Grapplers estaban preocupadas por su reputación después de la derrota de Titania a manos de Battleaxe. Después de que las Grapplers intentaron ser legítimas como luchadoras profesionales, Titania fue asesinada por Azote del Inframundo haciéndose pasar por una nueva recluta, Golddigger. No debe confundirse con la Titania más reciente, que tomó su nombre en el momento de su muerte. Titania, junto con su excompañera de equipo Letha, fue revivida por Capucha durante "Dark Reign". Capucha otorgó nuevos poderes a DeVito, lo que le permitió incitar la lujuria incontrolable en quienes la rodeaban. Adoptó el nuevo nombre en clave Lascivious.

### Letha (Leta)
Letha (Hellen Feliciano) es una bomba rubia que se especializa en lucha acrobática. También usó cinturones y correas de cuero especializadas, aunque la mayoría de las veces lucha en combate cuerpo a cuerpo. Mientras que las otras Grapplers eran notables por sus fuertes personalidades feministas, Letha en cambio tenía una personalidad muy femenina, a menudo coqueteando con los enemigos o mostrando preocupación por la moda. Después de que Titania fuera asesinada por Azote del Inframundo, Letha se unió a Firebrand y varios otros supervillanos mientras planeaban una manera de detener al justiciero. Sin embargo, Letha y los demás pronto fueron asesinados a tiros por la Plaga. Letha, junto con Titania (ahora llamada Lascivious), fue revivida por Capucha durante "Dark Reign". Similar a Lascivious, Letha adquirió nuevas habilidades que le permitieron llevar a quienes la rodeaban a una rabia asesina.

### Poundcakes (Maciza)
Poundcakes (Marian Pouncy) es una ex convicta que se unió a las Grapplers a pesar de su historial. Estaba equipada con botas sísmicas de Roxxon, lo que le permitió crear ondas de choque y temblores al pisar el suelo. Con un ligero sobrepeso, Poundcakes era la miembro más fuerte de las Grapplers. Después de que Titania y Letha fueran asesinadas por Azote del Inframundo, Poundcakes se convirtió en un mercenario independiente. Ella luchó contra el Capitán América varias veces y finalmente se unió a los Femizons, aunque su estadía con Superia fue de corta duración. Regresó al trabajo mercenario y se reincorporó a las Grapplers cuando Titania (ahora llamada Lascivious) y Letha fueron resucitados por Capucha.

### Screaming Mimi (Mimi Aulladora)
Screaming Mimi (Mimi Schwartz/Melissa Gold) conoció a Poundcakes en prisión y poco después fue invitada a unirse a lAs Grapplers. Roxxon operó las cuerdas vocales de Screaming Mimi, dándole la capacidad de llevar a una persona a la locura con sus gritos. La única Grappler que no es capaz de una fuerza sobrehumana, Screaming Mimi resultó útil en varias misiones. Poco después de que Titania y Letha fueran asesinadas, Screaming Mimi se unió a los Maestros del Mal, y finalmente pasó de una nueva página, llamándose Songbird y uniéndose a los Thunderbolts.

### Tía Freeze (Tía Helada)
Tía Freeze (Ann Fraley) solía ser una luchadora profesional y fue la fundadora de las Grapplers. Cada una de las cuatro Grapplers originales eran protegidas de Tía Freeze y, a pesar de su promoción, las Grapplers no pudieron ganar popularidad. Luego fue contactada por Roxxon, quien preparó a las cuatro chicas para que se convirtieran en mercenarias. Más tarde se le ocurrió la idea de fusionarse con la Federación de Lucha de Clase Ilimitada (FLCI) y hacer que las chicas se convirtieran en luchadoras legítimas para dejar atrás su pasado, aunque las cuatro originales no se apegaron a la idea.

### Reclutas posteriores

#### Battleaxe (Hacha de Guerra)
Battleaxe (Anita Ehren) es una luchadora que usa un par de hachas como su arma preferida además de su fuerza sobrehumana, que se encuentra en el rango de 50 a 75 toneladas. Entre los nuevos reclutas, Battleaxe fue la única que logró derrotar a un miembro original de las Grapplers, Titania. Después del asesinato de Titania, Battleaxe culpó a Thing y luego luchó contra él en el ring. Ella lo derrotó, pero descubrió que él le permitió ganar y declaró la batalla nula. Más tarde, se unió a los Femizons y luchó contra el Capitán América, así como contra las BAD Girls, Inc. Más recientemente, se la vio luchando contra Ms. Marvel, aunque fue rápidamente derrotada.

#### Butterball (Bola de Sebo)
Butterball (Vivian Dolan) es una luchadora con sobrepeso que usa su enorme cuerpo como arma, a menudo arrojándose sobre un enemigo. Se unió a la segunda versión de los Grapplers que trabajaban para la Federación de Lucha de Clase Ilimitada.

#### Capriole (Cabriola)
Capriole (nombre real no revelado) es una de las mujeres que se unieron a las Grapplers en la Federación de Lucha de Clase Ilimitada. Es de suponer que tiene la misma fuerza aumentada que las otras Grapplers que se sometieron al proceso de aumento del Mediador de Poder, pero no se representó. Ella era solo una parte del grupo en su aparición inicial en FLCI.

#### Cowgirl (Vaquera)
Cowgirl (Deb Lowry) es una luchadora de temática vaquera con la misma fuerza aumentada de las otras Grapplers que se sometieron al proceso de aumento por parte del Mediador de Poder. Si bien usa una funda de pistola y una pistola, no está claro si es solo un accesorio o no, ya que no se ha representado que la use.

#### Gladiatrix
Gladiatrix (Robbin Braxton) es una luchadora profesional. A diferencia de los otros nuevos reclutas, Gladiatrix eligió usar su enorme fuerza para el bien de la humanidad, aunque sirvió brevemente como agente de las Femizons de Superia. Participó en la Guerra Civil y fue elogiada por sus deberes como superheroína. En un momento, trató de unirse a los Vengadores, pero fue inevitablemente rechazada.

#### Magilla
Magilla (Sandy Stalmaster) es una luchadora de la FLCI a la que el Mediador de Poder le dio habilidades sobrehumanas y tomó el nombre de Magilla, ya que todo su cuerpo estaba cubierto de pelo. Magilla solo apareció como parte de la historia inicial de FLCI, pero no se mostró como parte de las Grapplers en apariciones posteriores.

#### Sushi
Sushi (Susan Hayakawa) es una luchadora japonesa que usa el karate como su estilo de lucha además de su fuerza aumentada. Sushi solo apareció como parte de la historia inicial de FLCI, pero no se mostró como parte de las Grapplers en apariciones posteriores.

#### Vavavoom
Vavavoom (Dawn Middlebury) es una luchadora conocida por su belleza. Posee la misma fuerza mejorada que el resto de las Grapplers basados en FLCI. Mientras que las otras Grapplers son conocidas por sus músculos, Vavavoom es bastante pequeña y la más convencionalmente atractiva del grupo. Vavavoom solo apareció como parte de la historia inicial de FLCI, pero no se mostró como parte de las Grapplers en apariciones posteriores.

## En otros medios
- Poundcakes aparece en la serie de televisión animada M.O.D.O.K., con la voz de Whoopi Goldberg.[32] Esta versión es una mutante que pasa el rato en el bar sin nombre. También es analfabeta y ganó numerosos trofeos en la escuela secundaria, solo para ser despojada de ellos después de que se reveló su estado mutante.
- Poundcakes aparece en el videojuego Lego Marvel Vengadores como parte del paquete DLC "Classic Captain Marvel".[33]